# Pseudotrachya amaza
Pseudotrachya amaza är en svampdjursart som först beskrevs av de Laubenfels 1934.  Pseudotrachya amaza ingår i släktet Pseudotrachya och familjen Polymastiidae.
Artens utbredningsområde är Puerto Rico. Inga underarter finns listade i Catalogue of Life.